# ワシリー・スミスロフ
ワシリー・ワシリエビッチ・スミスロフ（Васи́лий Васи́льевич Смысло́в, Vasily Vasiliyevich Smyslov, 1921年3月24日 - 2010年3月27日）は、ソビエト連邦生まれのチェス世界チャンピオン（1957年 - 1958年）。

## 人物
モスクワ生まれ。6歳のときに父からチェスを教わる。1938年ソ連ジュニアチャンピオン、その数ヵ月後にモスクワチャンピオンとなる。アレクサンドル・アレヒンの死によって世界チャンピオンが空位となったので、1948年にマックス・エーワ、サミュエル・ハーマン・レシェフスキー、パウリ・ケレス、ミハイル・ボトヴィニクと新チャンピオン決定戦を戦った。この時はボトヴィニクが優勝し世界チャンピオンとなったが、スミスロフは2位となった。
スミスロフは3度世界選手権マッチを戦っている。1954年の最初の登場では7勝10引き分け7敗で当時のチャンピオン・ボトヴィニクに引き分け防衛を許したが、1957年にはボトヴィニクを6勝13引き分け3敗で破り世界チャンピオンとなった。だが翌年のリターンマッチで5勝11引き分け7敗でボトヴィニクにタイトルを奪われた。
スミスロフの全盛期はボトヴィニクの全盛期とぶつかったため、「もしボトヴィニクがいなければ長期にわたって世界チャンピオンの座を維持しただろう」と言われている。
穏健な棋風で、特に終盤の指しまわしは史上屈指の名手とされる。高い棋力を長く保ったことでも有名で、1983年には62歳で挑戦者決定戦の決勝に進んでチェス界を驚かせた（42歳年下のガルリ・カスパロフに敗れた）。
2010年3月27日、心不全のために89歳で没した。生前の1977年、小惑星のひとつにスミスロフの名がつけられている。

## 脚註
1. ↑  Former world chess champion Vasily Smyslov dies at 89 India News 2010-3-27